# L’Atalante-Becken

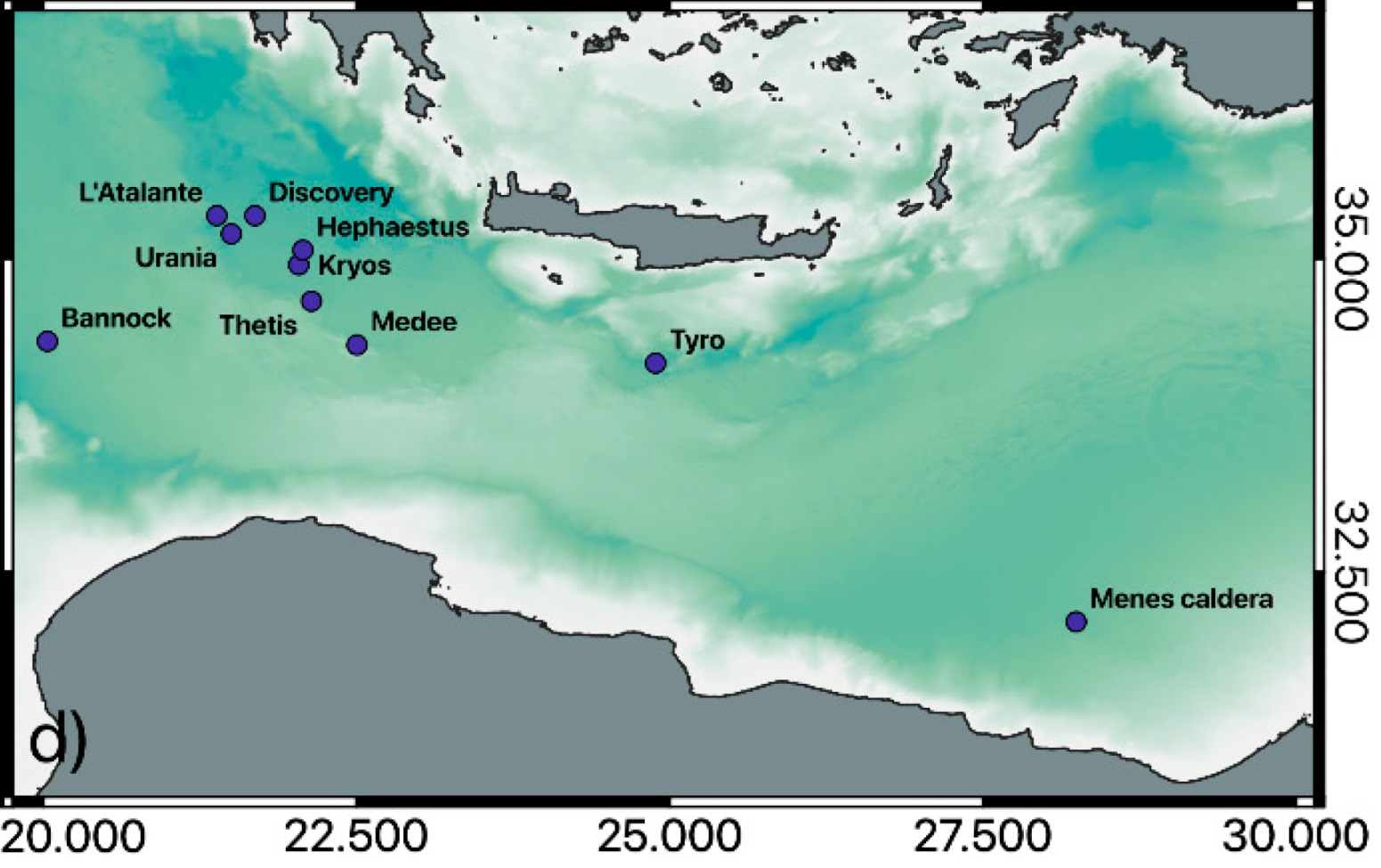
Verteilung der DHABs (deep hypersaline anoxic basins) im östlichen Mittelmeer (insbes. Ionisches Meer & Libysches Meer)

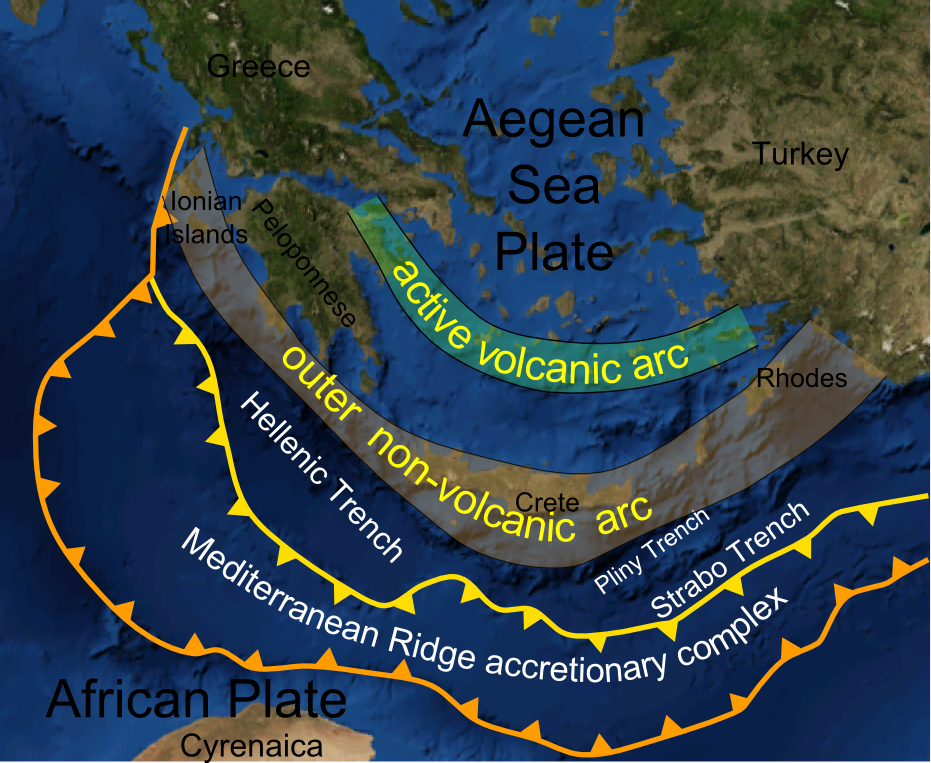
Mittelmeerrücken (MedRidge) und MRAC (Mediterranean Ridge accretionary complex)

Das L’Atalante-Becken ist ein hypersaliner Salzsee (englisch brine lake) auf dem Grund des Mittelmeers etwa 193 km westlich der Insel Kreta.
Es ist nach der L’Atalante benannt, einem französischen Mitglied der ozeanographischen Forschungsschiffe, die 1993 an seiner Entdeckung beteiligt waren.
Das L’Atalante-Becken und seine Nachbarbecken Urania und Discovery sowie Thetis sind tiefe hypersaline anoxische Becken (en. deep hyper saline anoxic basins, DHABs) und sind höchstens 35.000 Jahre alt.
Sie entstanden durch Salzablagerungen von Messinischem Evaporit, die sich vom Mittelmeerrücken lösten und in abyssalen (sehr großen) Tiefen von ca. 3000 m ansammelten (en. Mediterranean Ridge accretionary complex, MRAC).
L'Atalante ist das kleinste der drei genannten Becken; seine Oberfläche (Halokline) liegt etwa 3500 m unter dem Meeresspiegel. Ein weiteres ist das Bannock-Becken etwa 169 km im  Südwesten.

## Beschreibung

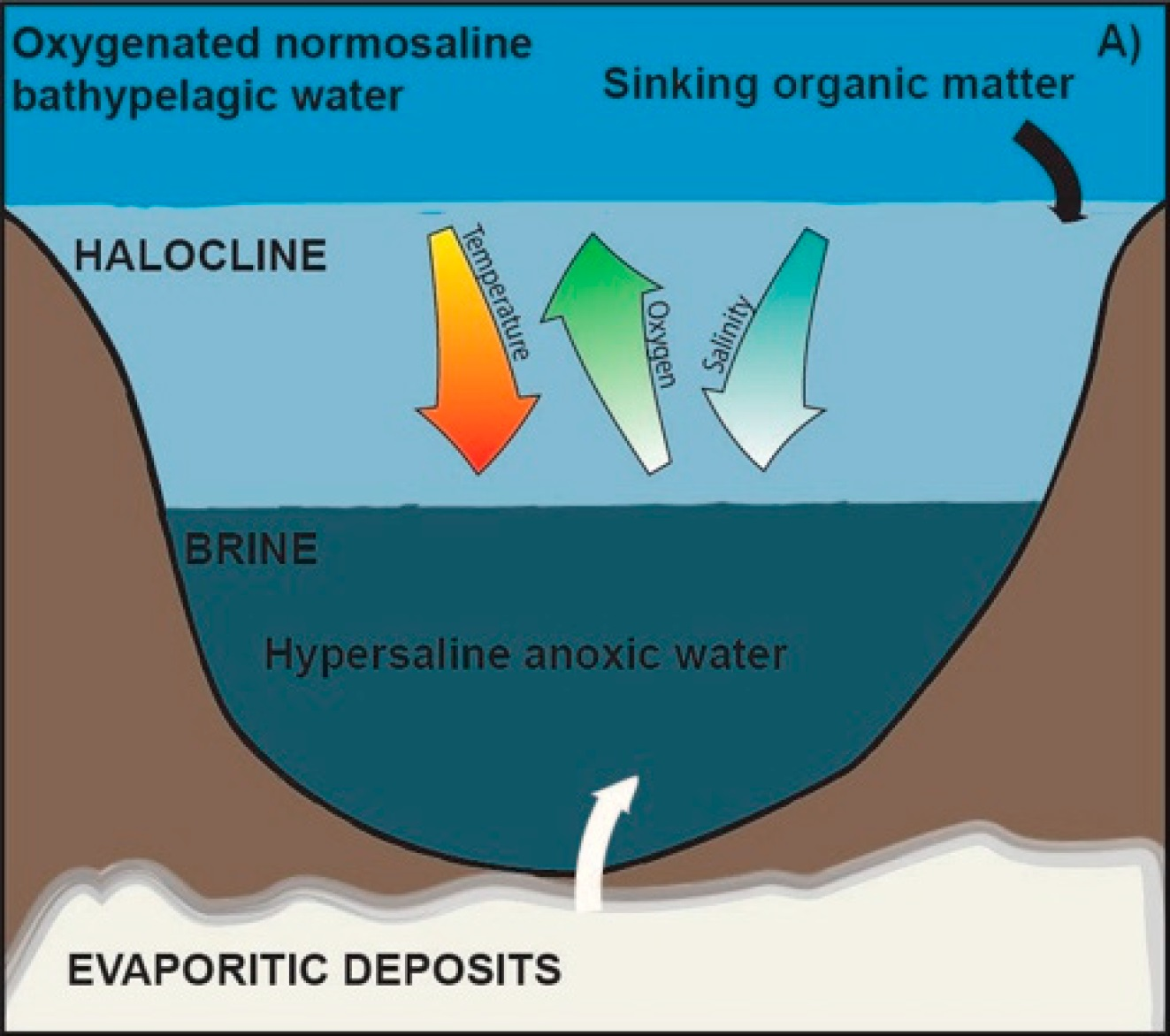
Vertikalschnitt eines DHABs (en. deep hypersaline anoxic basin). Halokline: Grenzschicht zw. dem überlagernden Meerwasser und der Sole (en. brine–seawater interface). Sie ist durch Temperatur-, Salzgehalts-, pH- und Sauerstoffgradienten gekennzeichnet.

Der Salzgehalt des L’Atalante-Beckens ist mit 365 g⁄ℓ (Gramm pro Liter) nahezu gesättigt und etwa achtmal so hoch wie der des normalen Meerwassers. Wegen des damit verbundenen deutlich höheren spezifischen Gewichtes dieser Sole wird eine Vermischung mit dem sauerstoffhaltigen Wasser darüber verhindert; und die Sole ist völlig anoxisch (sauerstofffrei).
Die Halokline (Grenzschicht) von etwa 1,5 m zwischen dem Meerwasser darüber und der Sole darunter ist sehr reich an spezialisierten Prokaryoten (Bakterien und Archaeen): Diese sind chemoautotroph, indem sie sich von Ammoniak aus der Sole ernähren; sie können aber ganz ohne Sauerstoff nicht überleben. Angehörige der anaeroben Methanoxidierer der Gruppe 1 (anaerobic methane oxidizing euryarchaeota group 1, ANME-1) und Haloarchaea – beides Verwandtschaftsgruppen innerhalb der Euryarchaeota – sind nur in der Halokline zu finden.
Wegen der extrem unterschiedlichen Bedingungen schafft es keine Organismengruppe in allen drei Zonen zu gedeihen.
In der Sole gibt es weniger Zellen als in der Grenzschicht, es überwiegen extremophile Organismen, darunter Mitglieder der Archaeen-Klade DHVE (deep-sea hydrothermal vent euryarchaeota ‚Tiefsee-Hydrothermalschlot-Euryarchaeota‘), der Archaeen-Gattung Methanohalophilus (Methanosarcinaceae), sowie Proteobakterien.
Aber auch Eukaryoten sind in l’Atalante zu finden, darunter Ciliaten (Wimpertierchen, zu 45 % der Eukaryoten), Dinoflagellaten (Panzergeißler, 21 %) und Choanoflagellaten (Kragengeißeltierchen, 10 %).

## Lebensformen im Sediment
Die dunkelgrauen anoxischen Sedimente am Boden des L’Atalante-Beckens sind mit einer 1 cm dicken lockeren schwarzen Schicht bedeckt.
Bei den in den Sedimenten gefundenen Mikroben handelt es sich fast ausschließlich (zu 90 %) um verschiedene Arten der Bakteriengattung Bacillus.
Im Jahr 2010 wurden drei Arten vom Metazoen, die alle zum Stamm der Loricifera (Korsetttierchen) gehören, in den Sedimenten entdeckt, es handelt sich dabei um Spinoloricus cinziae sowie Spezies der Gattungen Rugiloricus und Pliciloricus; alle Vertreter der Korsetttierchen-Ordnung Nanaloricida. Es sind die ersten mehrzelligen Lebensformen, von denen bekannt ist, dass sie ganz ohne Sauerstoff leben.